# Antiquité dans la culture afro-descendante

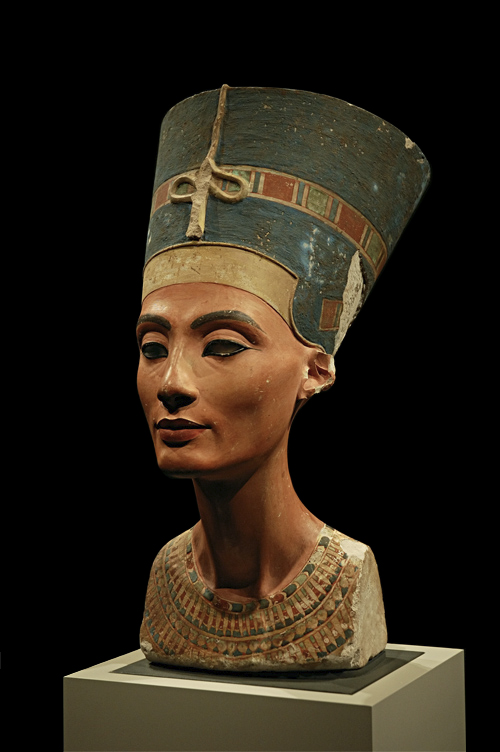
Buste de Néfertiti, vers -1345, Neues Museum. La figure de Néfertiti est très présente dans la culture afro-américaine.

Le XXIe siècle voit une augmentation de l'usage de l'Antiquité, essentiellement égyptienne mais aussi gréco-romaine ou biblique, par la culture afro-descendante, en particulier afro-américaine. Cette tendance, initiée dans les années 1970, prend des formes multiples : revendication identitaire de l'héritage que constitue l’Égypte des pharaons ou la Méduse, réappropriation de l'histoire esclavagiste et de ses productions sur le territoire des États-Unis, ou simplement réaffirmation de la portée universelle de l'histoire antique et de la légitimité des personnes noires d'y puiser inspiration et identification.

## Antiquité égyptienne

### Années 1970
La première mise en parallèle entre le mouvement américain des droits civiques et les pharaons remonte au rappeur Gary Byrd et à son album The Crown, sorti en 1975. Sur la pochette de l'album, l'artiste, représenté en professeur d'école, enseigne à une classe d'enfants afro-américains où le plateau de Gizeh sert de décor au mur. Dans son titre The Crown, il s'adresse à la communauté afro-américaine : « Vous étiez Cléopâtre, vous construisiez les pyramides. Qu'êtes-vous maintenant ? ».

### Années 1990
Michael Jackson est l'un des pionniers de l'intégration de l'Antiquité égyptienne et de l'esthétique du péplum dans un clip musical avec Remember the Time : Ramsès II, incarné par Eddie Murphy, et Néfertiti, incarnée par Iman, évaluent les performances d'artistes, dont Michael Jackson. Il s'agit de la première représentation d'une reine d'Égypte sous les traits d'une femme noire, thématique forte au sein du mouvement des droits civiques aux États-Unis.

## Antiquité greco-romaine

### Méduse Noire
Si l'Antiquité grecque est moins revendiquée que l'Antiquité égyptienne, elle est aussi une source d'inspiration, en particulier via le personnage de la Méduse. Cela s'incarne par exemple dans le shooting photo de Rihanna en Méduse réalisé par Damien Hirst en 2013 pour QG ou le clip Ice Princess d'Azealia Banks de 2015. Fabien Bièvre-Perrin explique cette forte présence du monstre antique par la prévalence de l'hypothèse, au sein de communautés afro-descendantes, que la Méduse serait une réinterprétation grecque d'une déesse africaine, ses locks devenus ensuite des cheveux-serpents.

### Culture universelle

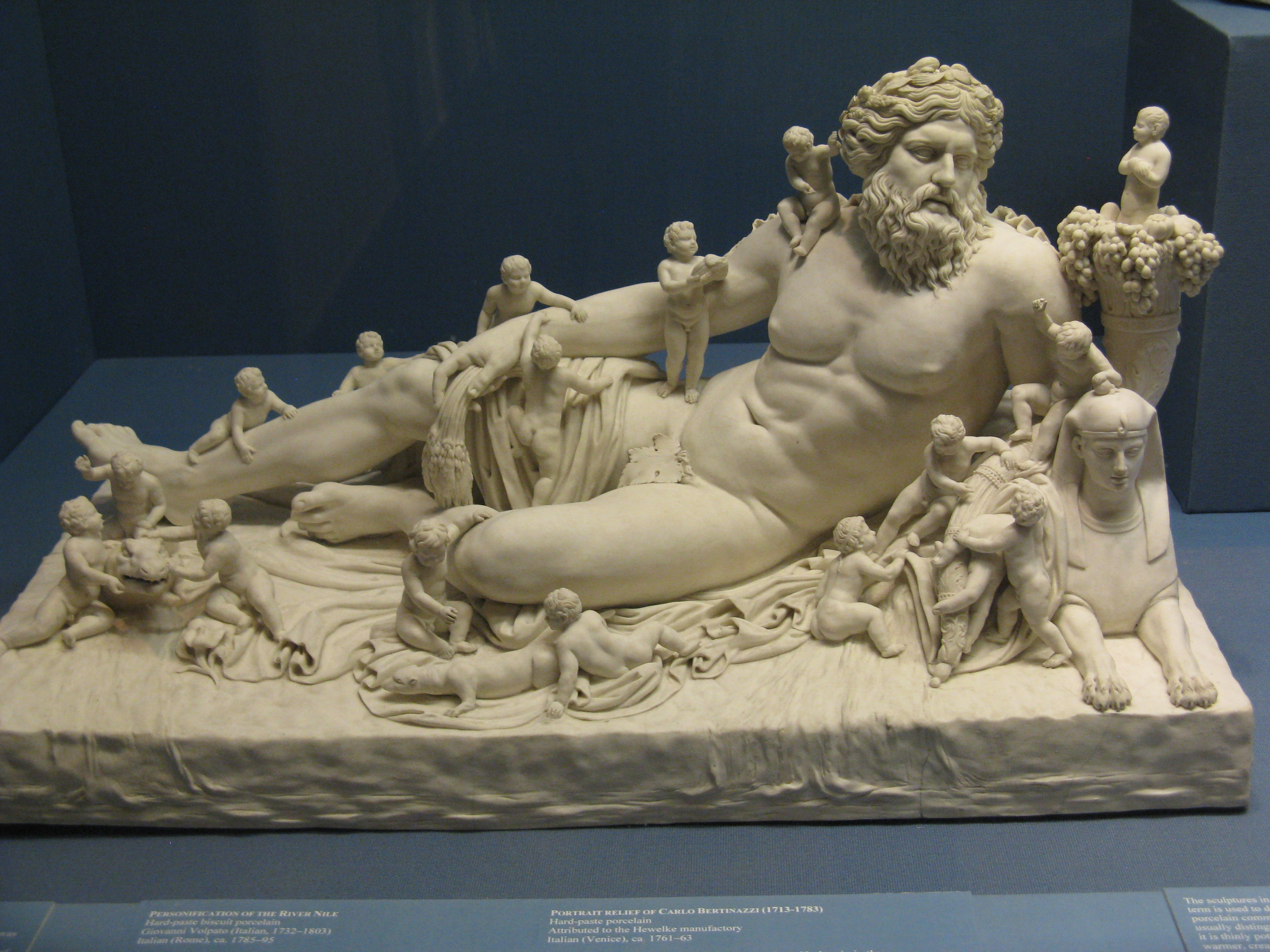
Copie du Nil du Vatican conservée au Metropolitan Museum of Art. Les photographies de grossesse de Beyoncé en reprennent de nombreux codes esthétiques.

Si les figures des reines égyptiennes ou de Méduse sont revendiquées comme relevant de l'héritage afro-descendant, d'autres réutilisations sont une manière de revendiquer un universalisme réel de l'héritage antique, et donc a fortiori ouvert aux personnes afrodescendantes. C'est notamment le cas de Beyoncé, où sa première incarnation de l'Antiquité s'est faite sous forme de gladiatrice aux côtés de Pink et Britney Spears pour une publicité Pepsi. Si le début du spot est avant tout un prétexte à montrer les corps sexualisés des chanteuses, son scénario, où les trois jeunes femmes refusent de se battre pour l'empereur (incarné par Enrique Iglesias et entraînent le public à chanter en chœur We will rock you jusqu'à ce que les canettes de boissons gazeuse, jusque-là réservées à l'empereur, soient partagées par tous, reprend des thématiques de révoltes d'esclaves et de révolution populaire au profit de la marque. 
Elle se représente dans ses clips en Alexandre le Grand dans Run the World, de Vénus lors de ses photographies de grossesse ou, aux côtés de son mari Jay-Z dans le clip Apeshit, revendique l'héritage culturel conservé au Louvre. Parmi les autres réutilisations de l'Antiquité comme culture universelle, on peut citer Azealia Banks et son clip Atlantis, Rihanna en Aphrodite par REILLY ou Kanye West dans son clip POWER, dont la musique sera réalisée pour une publicité pour le parfum Invictus, elle aussi à l'esthétique fortement inspirée de l'Antiquité.

### Architecture néoclassique et héritage esclavagiste
Aux États-Unis, l'architecture néoclassique est typique de la période esclavagiste, que ce soit la Maison-Blanche ou les maisons de maîtres dans les plantations. Le réinvestissement de ces espaces par des personnes afro-américaines descendantes d'esclaves, que ce soit par exemple dans le clip Formation de Beyoncé, Don't touch my hair de Solange Knowles ou ceux de Nicki Minaj, sont une manière d'affirmer que ces lieux appartiennent à ceux qui les construisent.